# Каганович, Юлий Моисеевич
Ю́лий Моисе́евич Кагано́вич (1892, c. Кабаны, Киевская губерния, Российская империя — 31 июля 1962, Москва, РСФСР) — советский партийный и государственный деятель, первый секретарь Горьковского обкома КПСС (1937—1939). Входил в состав особой тройки НКВД СССР.

## Биография
Родился в 1892 в семье прасола Моисея Гершковича Кагановича в деревне Кабаны Киевской губернии. Был младшим братом Михаила Кагановича и старшим братом Лазаря Кагановича. С 1909 по 1913 состоял в организации РСДРП, именовавшей себя «интернационалистами» в Александровске Екатеринославской губернии. Член РКП(б) с сентября 1919.
В 1907—1913 работал в Александровске. В 1913—1915 служил рядовым в российской армии.
В годы гражданской войны — красноармеец, работал на ряде штабных и хозяйственных должностей. С 1922 по 1930 — на партийной и советской работе в Нижнем Новгороде и Нижегородской губернии. С августа 1930 по январь 1932 — председатель Нижегородского Крайсовнархоза. С января 1932 по март 1934 — 1-й секретарь Нижегородского-Горьковского горкома ВКП(б).
26 января—10 февраля 1934 года делегат XVII съезда ВКП(б) с решающим голосом от Горьковской парторганизации.
С марта 1934 по июнь 1937 — председатель исполнительного комитета Горьковского краевого — областного Совета. В июне 1937 — декабре 1938 — 1-й секретарь Горьковского областного комитета ВКП(б). Этот период отмечен вхождением в состав особой тройки, созданной по приказу НКВД СССР от 30.07.1937 № 00447 и активным участием в сталинских репрессиях.
Депутат Верховного Совета СССР 1-го созыва, член Президиума Верховного Совета СССР.
С января 1939 по сентябрь 1945 — заместитель наркома внешней торговли.
В 1945—1947 — торговый представитель СССР в Монголии.
В 1947—1949 — председатель Правления Всесоюзного объединения «Международная книга» министерства внешней торговли СССР.
В 1949—1951 — начальник госинспекции по качеству экспортных товаров министерства внешней торговли СССР. С июня 1951 года — персональный пенсионер.
Скончался 31 июля 1962 года. Похоронен на Новодевичьем кладбище.